# 高橋華代子
高橋 華代子（たかはし かよこ）は日本のフリーアナウンサー。宮城県仙台市出身。
NHK山形放送局のニュースキャスター時代に一口馬主の話題を通じて競馬の魅力に目覚め、競馬の報道を志して東京へ出る。2013年現在は南関東公営競馬の取材活動を行っている。

## 人物
- 身長は154センチメートル、血液型はO型。
- 資格は秘書検定2級と、中学・高校の英語教員免許を持っている[2]
- 趣味は地方競馬、馬産地巡り、プロレス観戦など。好きなプロレスラーはZERO1-MAXの藤田ミノル。

## 連載
- かよこの栗色競馬（楽天競馬）
- 高橋華代子の新・気になるあの馬は…（ハロン）

## 過去の出演番組
- 東京シティ競馬中継（TOKYO MX） - レポーター